# Det nye Moskva
Det nye Moskva (russisk: Новая Москва) er en sovjetisk film fra 1938 instrueret af Aleksandr Medvedkin og Aleksandr Olenin.

## Handling
Filmen handler om den unge designer Aljosja, der har lavet en "levende" model af fremtidens hovedstad i Sovjetunionen, og dennes forhold til sin elskede kæreste Zoja, som han møder i Moskva, samt forholdet til det komiske par maleren Fedja og Olja.

## Medvirkende
- Daniil Sagal som Aljosja
- Nina Alisova som Zoja
- Marija Barabanova som Olja
- Marija Bljumental-Tamarina
- Pavel Sukhanov som Fedja Utin